# اتفاق النقاط السبع (الأردن)
اتفاق النقاط السبع كان اتفاقا بين المملكة الأردنية الهاشمية ومنظمة التحرير الفلسطينية تم التوقيع عليه في نوفمبر 1968 من أجل إضفاء الشرعية على وجود ميليشيات منظمة التحرير الفلسطينية في البلاد. لم تکن منظمة التحریر الفلسطینیة ترتقي إلی الاتفاق وبدلا من ذلك أصبحت تبدو أکثر فأکثر کدولة داخل دولة في الأردن. كثيرا ما كان الانضباط في الميليشيات الفلسطينية فقيرا ولم تكن هناك سلطة مركزية للسيطرة على الجماعات المختلفة. وقعت الاتفاقية اسميا حتى عام 1970 عندما اندلعت أحداث أيلول الأسود في الأردن بين القوات الملكية الهاشمية ومتمردي منظمة التحرير الفلسطينية.

## الخلفية
في الجيوب الفلسطينية ومخيمات اللاجئين في الأردن فقدت الشرطة والجيش الأردنيان سلطتهما. حمل مسلحون من منظمة التحرير الفلسطينية أسلحة بشكل علني وأقاموا نقاط تفتيش وحاولوا ابتزاز «الضرائب».

## الاتفاق
خلال مفاوضات نوفمبر 1968 تم التوصل إلى اتفاق من سبع نقاط بين الملك حسين والمنظمات الفلسطينية:
- منع أعضاء هذه المنظمات من التجول في المدن بشكل مسلّح أو بزيٍّ عسكري.
- حظر عليهم وقف المركبات المدنية والبحث عنها.
- حظر على المنظمات المسلّحة التنافس مع الجيش الأردني على المجندين.
- طلب منهم حمل أوراق هوية أردنية.
- كان مطلوبا من مركباتهم تحمل لوحات الرخصة الأردنية.
- ستقوم السلطات الأردنية بالتحقيق في الجرائم التي يرتكبها أعضاء المنظمات الفلسطينية.
- سوف يتم تسوية النزاعات بين المنظمات الفلسطينية والحكومة من خلال مجلس مشترك لممثلي الملك ومنظمة التحرير الفلسطينية.

## تنفيذ الاتفاق
لم تکن منظمة التحریر الفلسطینیة ترتقي إلی الاتفاق وبدلا من ذلك أصبحت تبدو أکثر فأکثر کدولة داخل دولة في الأردن. كثيرا ما كان الانضباط في الميليشيات الفلسطينية فقيرا ولم تكن هناك سلطة مركزية للسيطرة على الجماعات المختلفة. تم تشكيل العديد منها مؤخرا وتنتشر مجموعات جديدة تلقائيا بعد معركة الكرامة أو أقامتها حكومات أجنبية مثل سوريا والعراق. خلق ذلك مشهدا محيرا للمجموعات التي تتكاثر بسرعة ودمج وتشتت وغالبا ما تحاول أن تتفوق على بعضها البعض في الراديكالية لجذب المجندين. بدأت بعض الحركات الفلسطينية اليسارية مثل الجبهة الشعبية والجبهة الديمقراطية لتحرير فلسطين تشكك علنا في شرعية النظام الملكي الأردني وتدعو إلى الإطاحة به وفي الوقت نفسه إثارة المشاعر المحافظة والدينية مع التصريحات والأعمال الاستفزازية المعادية للدين. في حالات أخرى مما يدل على عدم الانضباط على هامش الحركة أصبح نشاط الفدائيين غطاء للعصابات مع سرقة المركبات أو ابتزاز التجار المحليين بإدعاء بأنهم يقومون بالمصادرة للمجهود الحربي أو التبرعات للقضية. كان أكبر الفصائل الفلسطينية وهي حركة فتح التي تبشر بعدم المشاركة في الشؤون الأردنية ولكن ليس جميع الأعضاء ترقى إلى هذا الشعار. كما حرصت فتح على حماية الحركات الأصغر حجما من الانتقام من الحكومة من خلال التهديد بالوقوف معهم في أي اشتباكات مسلحة. ادعى الفلسطينيون أن هناك العديد من الوكلاء المحرضين من الأجهزة الأمنية الأردنية أو غيرها من الأجهزة الأمنية الموجودة بين الفدائيين الذين يحاولون عمدا الإخلال بالعلاقات السياسية وإثارة التبرير للقمع.
بين منتصف 1968 ونهاية عام 1969 وقعت ما لا يقل عن خمسمائة من الاشتباكات العنيفة بين الميليشيات الفلسطينية وقوات الأمن الأردنية. كانت هناك عمليات اختطاف متكررة وأعمال عنف ضد المدنيين. قال رئيس المحكمة الملكية الأردنية (وبعد ذلك رئيس الوزراء) زيد الرفاعي أنه في إحدى الحالات المتطرفة «قتل الفدائيين جنديا وقطعوا رأسه ولعبوا كرة القدم مع رأسه في المنطقة التي كان يعيش فيها».
من الناحية العسكرية واصلت منظمة التحرير الفلسطينية مهاجمة إسرائيل من الأراضي الأردنية مع مراعاة القليل للسلطة الأردنية أو الأمن. أسفرت الأعمال الانتقامية الإسرائيلية الثقيلة عن وقوع إصابات فلسطينية وأردنية على حد سواء كما أن التهديد بغزو إسرائيلي واسع النطاق كان ضخما.